# Zofia Szulc
Matka Zofia Szulc CR (ur. jako Maria Marta Magdalena, 7 lipca 1908 w Warszawie, zm. 5 kwietnia 1980 w Rzymie) – polska zmartwychwstanka.

## Życiorys

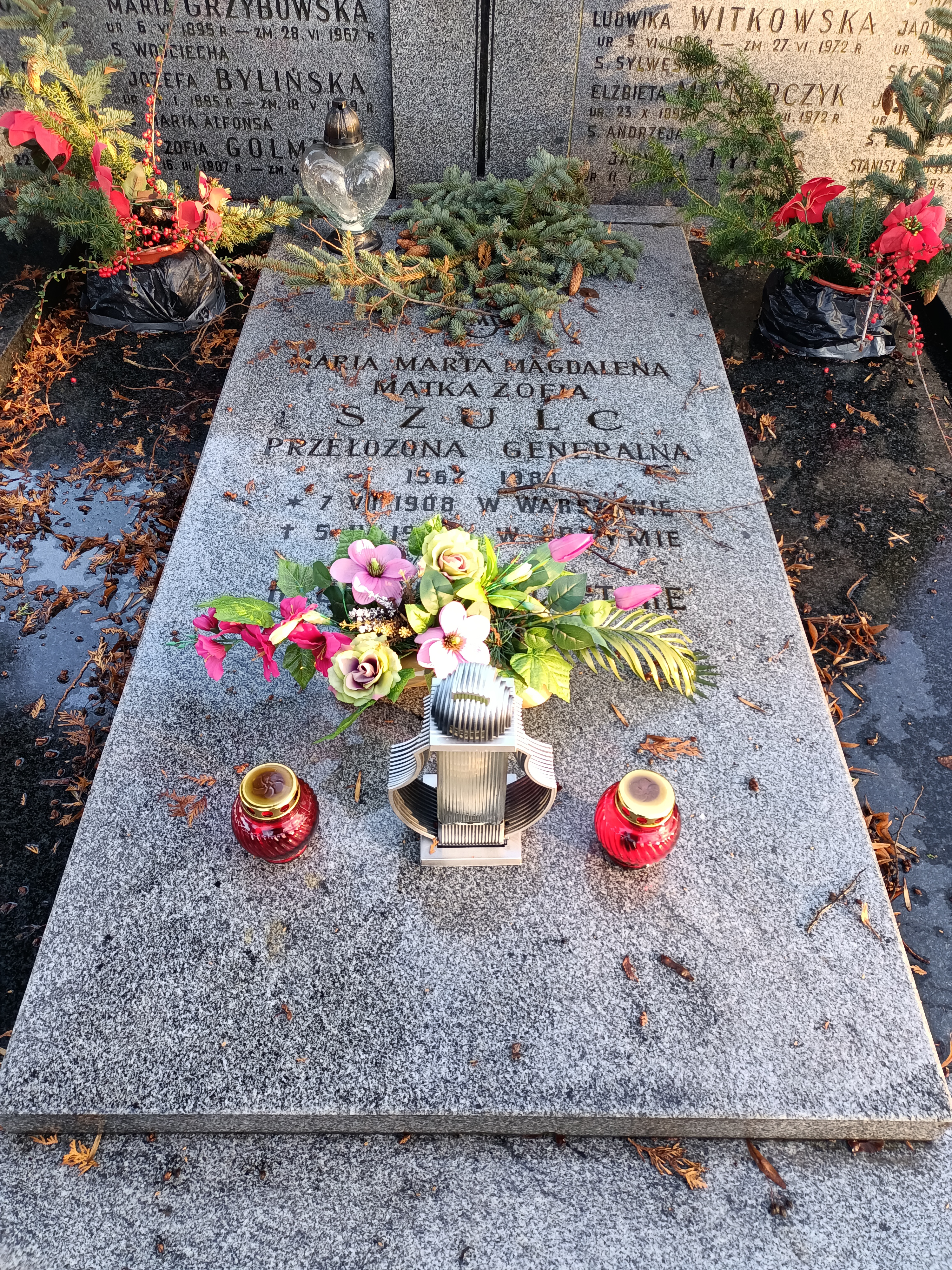
Grób Zofii Szulc na cmentarzu Powązkowskim

Jej rodzicami byli Brunon Adolf oraz Irena z Rynkiewiczów. Maturę zdała w Gimnazjum im. Juliusza Słowackiego w Warszawie, a potem rozpoczęła studia na Szkole Głównej Handlowej, by przerwać je po trzech latach, w związku z wstąpieniem do zakonu zmartwychwstanek. Nowicjat rozpoczęła w 1933, a pierwsze śluby zakonne złożyła w 1934. W tym samym roku złożyła egzamin dyplomowy. Do 1939 pracowała w częstochowskim Liceum Handlowym Sióstr Zmartwychwstanek, które zamknął okupant niemiecki. Włączyła się wówczas w tajne nauczanie. We wrześniu 1940 podjęła się organizacji i prowadzenia placówki żywienia dla Polaków pod auspicjami Polskiego Komitetu Opiekuńczego. Kuchnia stała się punktem kontaktowym współpracy z organizacjami podziemnymi. Ratowała osoby zagrożone uwięzieniem, uprzedzała o potencjalnych aresztowaniach, dożywiała partyzantów w szpitalach, a także organizowała i dostarczała żywność na potrzeby Armii Krajowej. W styczniu 1945, po wyparciu Niemców z Częstochowy, stanęła na czele zmartwychwstańskiego Liceum Handlowego.
Od 1957-1958 była przełożoną domu zakonnego na Żoliborzu w Warszawie, 1959-1963 przełożoną Prowincji Warszawskiej, 1963-1967 delegatką Przełożonej Generalnej na Polskę, 1967-1980 Przełożoną Generalną Zgromadzenia Sióstr Zmartwychwstania Pańskiego.
Pochowana została na cmentarzu Powązkowskim w Warszawie (kwatera S-6-2).

## Upamiętnienie
Jest patronką Szkoły Podstawowej Zmartwychwstanek w Częstochowie.